# Mondkrater

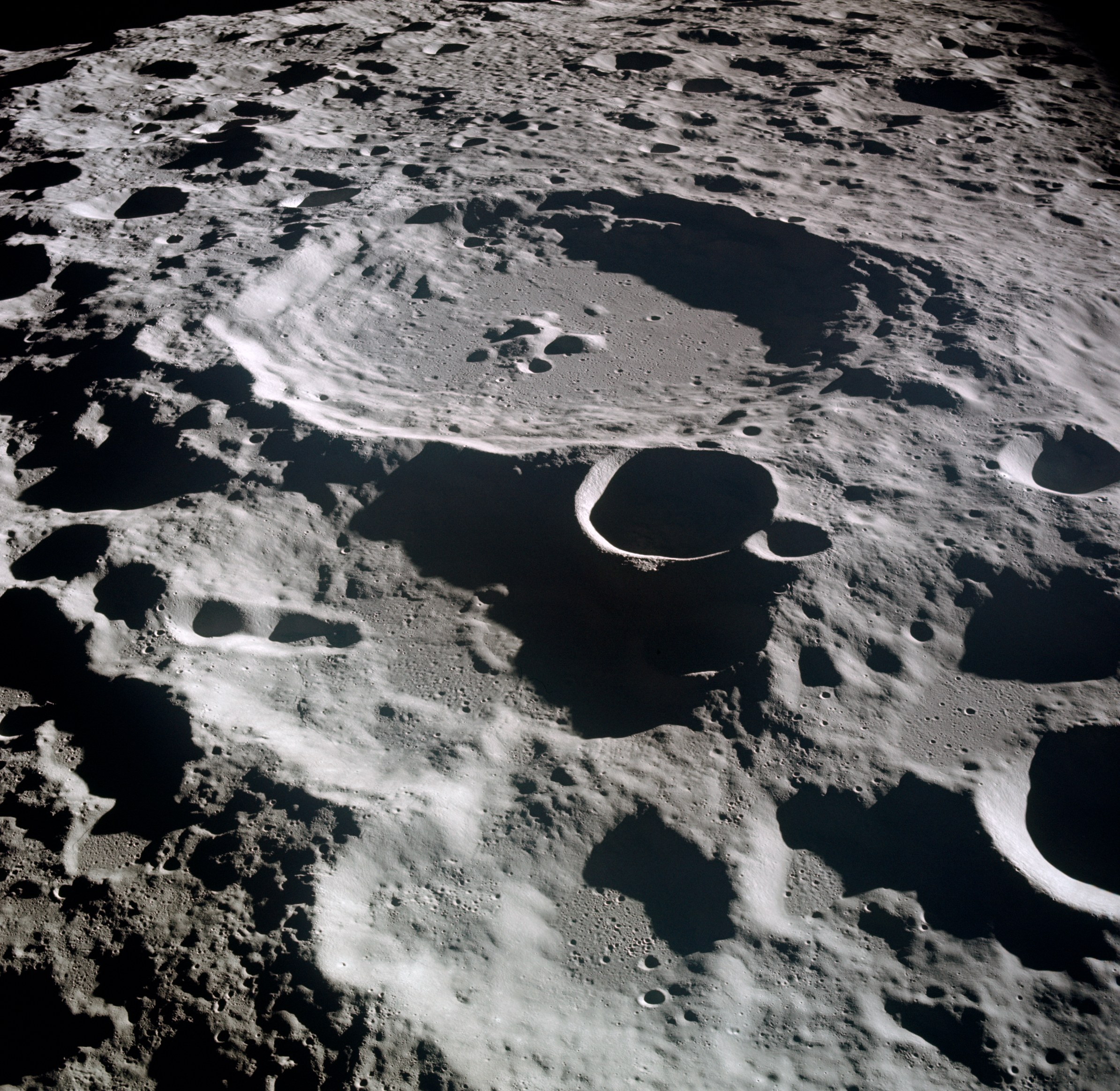
Mondkrater Daedalus

Ein Mondkrater ist eine kreisförmige, am Boden meist flache Senke im Boden des Erdmondes, die von einem ringförmig erhöhten Wall (Kraterrand) eingeschlossen wird.
Fast alle Mondkrater sind durch den Impakt von Meteoriten entstandene Einschlagkrater. Vulkanische Krater sind selten und klein im Verhältnis.

## Krater mit konzentrischem Doppelwall
Bei dieser seltenen Kraterform handelt es sich um kreisrunde Krater mit einem Doppelwall. Es sieht aus, als ob ein kleinerer Krater zentrisch in einem größeren läge. Ein Beispiel ist Hesiodus A am südlichen Rand des Mare Nubium. Laut Interstellarum Nr. 40 sind etwa 50 dieser Krater bekannt; etwa 35 davon liegen am Rande der Maria, der Rest im Inneren großer Krater. Die konzentrischen Doppelkrater sind auf der Mondoberfläche nicht gleichmäßig verteilt.
Eine Theorie geht davon aus, dass es sich um normale Krater handelt, in denen Bruchzonen entstanden sind. Durch die Bruchzonen ist eine Lava mit hoher Viskosität ausgetreten und hat die Bruchgesteine mit nach oben gehoben. Diese Lava ist erheblich zähflüssiger als die, welche die Maria gebildet haben. Denkbar sind auch mehrere Ausbrüche dieser Lava aus der gleichen Bruchzone.

## Klassifizierung
Entsprechend einer von Charles A. Wood und Leif Andersson 1978 formulierten und angewandten Klassifizierung. werden die nicht wesentlich erodierten oder (beispielsweise durch Überflutung mit eindringender Lava) umgeformten Mondkrater in fünf Typen unterschieden:
| Typ (Typuskrater)   | Beschreibung | Größe         | Bild |
| ------------------- | --- | ------------- | ---- |
| ALC (Albategnius C) | Schalenförmige Krater mit scharfem, glattem Rand, ohne erkennbar abgesetzten Kraterboden.                                           | bis 20 km     |      |
| BIO (Biot)          | Krater mit scharfem, glatten Rand und einfacher Wallwölbung, aber mit flachem Boden, der vom Kraterrand deutlich abgesetzt ist.     | bis 20 km     |      |
| SOS (Sosigenes)     | Flache Krater mit ausgedehnter Bodenfläche, ohne erkennbare Terrassierung des Kraterwalls                                           | 5 bis 35 km   |      |
| TRI (Triesnecker)   | Kraterrand noch scharf, aber mit Auskehlungen. Oft mit ausgedehnten, konzentrischen Rutschungen am inneren Kraterwall.              | 15 bis 50 km  |      |
| TYC (Tycho)         | Mehrfach terrassierte Kraterwälle, ausgedehnte Kraterebenen. Kraterrand nicht mehr scharf, sondern in Zinnen und Gipfel gegliedert. | 30 bis 175 km |      |

## Entstehung
Vor allem die Mehrzahl der großen Krater entstand in einer als Großes Bombardement bezeichneten Phase der Entstehung des Sonnensystems, in der zahlreiche Planetesimale und kleinere Körper auf die bereits entstandenen Planeten und Monde stürzten.
Wenn ein Meteorit aus dem Weltall herabstürzt, hat er eine Geschwindigkeit von 10 bis 70 Kilometer pro Sekunde (30- bis 200-fache irdische Schallgeschwindigkeit). Beim Aufprall dringt er bis 100 Meter ins Gestein ein, was nur einige Tausendstel Sekunden dauert. Während dieser kurzen Dauer eines „Wimpernschlags“ wird seine gesamte kinetische Energie in Wärme umgewandelt, und er explodiert. Das umliegende Material wird kegelförmig weggesprengt; am Rand des entstehenden Lochs bildet ein Teil davon einen Wall.
Wenn ein großes Objekt oder eines mit sehr hoher Geschwindigkeit einschlägt, federt die Mondoberfläche zurück und bildet einen Zentralberg. Beim Fall einer Kugel ins Wasser geschieht Ähnliches: Ein Tropfen springt in der Mitte hoch. Dieses Verhalten kann gut mit Grießbrei simuliert werden.
Im Allgemeinen schlägt ein Meteorit einen Krater, der wegen seines Verdampfens und Explodierens 10- bis 20-mal größer ist als er selbst. Das im Innern herausgeschleuderte Material bildet bei manchen Ringgebirgen – wohl durch eine Art Staubwolke – sternförmige Strahlensysteme. Man sieht sie bei Vollmond im Umkreis von 60 Kratern hunderte Kilometer weit ausstrahlen – besonders deutlich an den mit 800 Millionen Jahre vergleichsweise jungen Ringgebirgen Copernicus, Kepler und Tycho. Da sie an der Tag-Nacht-Grenze keine Schatten werfen, können diese Strahlen nur flache, helle Spuren auf dem dunklen Mond-Basalt sein.

## Kartierung und Benennung
Die Kartierung der Mondkrater begann schon bald nach der Erfindung des Fernrohrs (1610) und gab Anlass zur Herausgabe zahlreicher Mondkarten und ab etwa 1800 ganzer Mondatlanten. Die visuelle Messung der Astronomen wurde ab etwa 1870 durch fotografische Aufnahmen größerer Sternwarten (insbesondere der Pariser und der Lick-Sternwarte) ersetzt.
Heute wird die Kartierung vor allem durch Vermessung mittels Raum- bzw. Mondsonden durchgeführt. Das erste derartige Projekt (gesamte Aufnahme des Mondes incl. der Mondrückseite) begann 1966 mit dem Lunar-Orbiter-Programm der NASA.
Bei ihrer Generalversammlung 1928 in Leiden entschied die Internationale Astronomische Union (IAU) über die Benennung von 412 Mondkratern. Nach der fotografischen Erfassung der Mondrückseite durch sowjetische und US-amerikanische Missionen fand 1970 eine weitere massenhafte Benennung von Mondkratern durch die IAU statt.

## Einschlagbecken
Die größeren Einschlagkrater ab etwa 300 km im Durchmesser nennt man auch Einschlagbecken, engl. impact basins.
Diese haben sich größtenteils zur Zeit des späten schweren Bombardements vor zirka vier Milliarden Jahren gebildet. Viele sind mit Magma gefüllt und bilden die sogenannten Maria, andere sind großflächige Vertiefungen.
In der Encyclopedia of Planetary Landforms wird als weiteres Merkmal eine mehrfache Ringstruktur genannt. Sie sind auf Grund ihres Alters und daraus resultierender Überlagerung durch spätere Einschläge nicht immer deutlich zu erkennen, einige wurden erst durch die GRAIL-Mission entdeckt.
Handelt es sich nicht um Maria, so sind die Einschlagbecken häufig nach zwei späteren Kratern benannt, durch deren Lage das Gebiet des Einschlagbeckens abgesteckt wird.
Es sind über 40 solcher Einschlagbecken beschrieben, die größten unter ihnen sind:
| Name                      | älter als              | benannt nach                |
| ------------------------- | ---------------------- | --------------------------- |
| Südpol-Aitken-Becken      | alle anderen           | Mondsüdpol, Krater Aitken   |
| Coulomb-Sarton            | Birkhoff               | Krater Coulomb, Sarton      |
| Dirichlet-Jackson         | Korolev                | Krater Dirichlet, Jackson   |
| Crüger-Sirsalis           |                        | Krater Crüger, Sirsalis     |
| Smythii                   | Crisium                | Mare Smythii                |
| Schiller-Zucchius         |                        | Krater Schiller, Zucchius   |
| Amundsen-Ganswindt-Becken | Schrödinger            | Krater Amundsen, Ganswindt  |
| Nubium                    | Humorum                | Mare Nubium                 |
| Poincaré                  |                        | Krater Poincaré             |
| Lorentz                   |                        | Krater Lorentz              |
| Fitzgerald-Jackson        | Freundlich-Sharonov    | Krater Fitzgerald, Jackson  |
| Birkhoff                  |                        | Krater Birkhoff             |
| Ingenii                   |                        | Mare Ingenii                |
| Serenitatis               | Nectaris               | Mare Serenitatis            |
| Apollo                    | Korolev und Hertzprung | Krater Apollo               |
| Freundlich-Sharonov       | Moscoviense            | Krater Freundlich, Sharonov |
| Nectaris                  |                        | Mare Nectaris               |
| Korolev                   | Hertzprung             | Krater Kololev              |
| Mendeleev                 |                        | Krater Mendeleev            |
| Hertzsprung               |                        | Krater Hertzsprung          |
| Grimaldi                  | Mendel-Rydberg         | Krater Grimaldi             |
| Planck                    | Schrödinger            | Krater Planck               |
| Moscoviense               |                        | Mare Moscoviense            |
| Crisium                   | Humboldtianum          | Mare Crisium                |
| Humorum                   |                        | Mare Humorum                |
| Humboldtianum             |                        | Mare Humboldtianum          |
| Imbrium                   |                        | Mare Imbrium                |
| Schrödinger               |                        | Krater Schrödinger          |
| Orientale                 |                        | Mare Orientale              |
| Mendel-Rydberg            |                        | Krater Mendel, Rydberg      |